# Federação Centro-Africana de Futebol
A Federação Centro-Africana de Futebol (em francês:  Fédération Centrafricaine de Football, RCA) (em árabe: اتحاد أفريقيا الوسطى لكرة القدم) é o órgão dirigente do futebol na República Centro-Africana, responsável pela organização dos campeonatos disputados no país, bem como da Seleção Centro-Africana. Foi fundada em 1961 e é afiliada à FIFA desde 1964 e à CAF desde o ano de 1968. Ela também é afiliada à UNIFFAC. O presidente atual da entidade é Thierry Kamach.